# 1841
1841 (MDCCCXLI) a fost un an al calendarului gregorian, care a început într-o zi de vineri.

## Evenimente
- 26 ianuarie: Regatul Unit ocupă Hong Kong.

### Nedatate
- Este aplicat pentru prima dată filibusterismul (practica întârzierii legislației) în Senatul Statelor Unite ale Americii.
- Este inaugurată prima linie de transport feroviar internațional din Europa: Strasbourg - Basel.

## Arte, știință, literatură și filozofie
- Apare Esența creștinismului, cea mai importantă lucrare a lui Ludwig Feuerbach.
- Apare la Iași primul manual de gastronomie din Moldova „200 rețete cercate de bucate, prăjituri și alte trebi gospodărești” semnată de Costache Negruzzi și Mihail Kogălniceanu.
- August Heinrich Hoffmann von Fallersleben scrie versurile pentru Das Lied der Deutschen, imnul național al Germaniei din anul 1949 încoace.
- Edgar Allan Poe publică primul roman polițist din lume Crimele din Rue Morgue.

## Nașteri
- 4 ianuarie: Petru Poni, chimist, fizician, petagog și mineralog român (d. 1925)
- 14 ianuarie: Berthe Morisot, pictoriță franceză (d. 1895)
- 25 februarie: Pierre-Auguste Renoir, pictor francez (d. 1919)
- 3 martie: Iosif Vulcan, publicist, director fondator al revistei Familia (d. 1907)
- 26 aprilie: Wilhelm Scherer, critic și filolog austiac (d. 1886)
- 3 iunie: Eduard Caudella, compozitor român (d. 1924)
- 8 septembrie: Antonin Dvorak, compozitor ceh (d. 1904)
- 4 octombrie: Maria Sofia de Bavaria, soția regelui Francisc al II-lea al Celor Două Sicilii (d. 1925)
- 10 octombrie: Ion I. Câmpineanu, primul guvernator al Băncii Naționale, român (d. 1888)
- 29 octombrie: Rudolph Sohm, jurist german (d. 1917)
- 9 noiembrie: Eduard al VII-lea, rege al Angliei (d. 1910)

### Nedatate
- Șerban Eminovici, fratele mai mare a poetului Mihai Eminescu (d. 1874)

## Decese
- 20 ianuarie: Jørgen Jürgensen, 60 ani, aventurier danez (n. 1780)
- 19 februarie: Prințesa Augusta a Prusiei (n. Auguste Christine Friederike), 60 ani, prima soție a lui Wilhelm al II-lea, elector de Hessen (n. 1780)
- 1 martie: Claude Victor-Perrin, 76 ani, general francez (n. 1764)
- 4 aprilie: William Henry Harrison, 68 ani, politician american, al 9-lea președinte al Statelor Unite (n. 1773)
- 20 mai: José María Blanco White, 65 ani, scriitor și gânditor spaniol (n. 1775)
- 31 mai: George Green, 47 ani, matematician și fizician englez (n. 1793)
- 1 iunie: Nicolas Appert, 91 ani, inventator francez (n. 1749)
- 29 iunie: Frederica de Mecklenburg-Strelitz (n. Friederike Luise Caroline Sophie Alexandrine), 63 ani, regină a Hanovrei (n. 1778)
- 11 august: Johann Friedrich Herbart, 65 ani, filosof și psiholog german (n. 1776)
- 18 august: Jonathan Friedrich Bahnmaier, 67 ani, teolog evanghelic german (n. 1774)
- 1 octombrie: Contesa Claudine Rhédey de Kis-Rhéde, 29 ani, stră-străbunica reginei Elisabeta a II-a a Marii Britanii (n. 1812)
- 17 octombrie: Amalie Zephyrine de Salm-Kyrburg, 81 ani, străbunica regelui Carol I al României (n. 1760)
- 28 octombrie: Johann Arfvedson (n. Johan August Arfvedson), 49 ani, chimist suedez (n. 1792)
- 13 noiembrie: Carolina de Baden (n. Friederike Karoline Wilhelmine), 65 ani, regină a Bavariei (n. 1776)